# Emiliania huxleyi
Emiliania huxleyi, que en ocasiones se abrevia como "EHUX", es una especie de cocolitóforo de distribución global desde los trópicos a zonas subárticas. Se estudia por los grandes afloramientos que forma en aguas en las que se han agotado los nutrientes tras la reformación de la termoclina del verano. Como otros cocolitóforos, E. huxleyi es un componente unicelular del fitoplancton cubierto con discos de calcita ornamentados, los cocolitos   (llamados también litos o escamas). Aunque los cocolitos son abundantes por separado en los sedimentos marinos, encontrar cocosferas completas resulta más difícil. En el caso de E. huxleyi se puede encontrar en estos sedimentos no solo la cubierta, sino también partes blandas. Produce un grupo de compuestos químicos que son muy resistentes a la descomposición. Estos compuestos, conocidos como alquenonas se pueden encontrar en los sedimentos marinos mucho después de que las partes blandas del organismo se hayan descompuesto. Las alquenonas son empleadas en las ciencias de la tierra en el estudio de la temperatura superficial del agua.

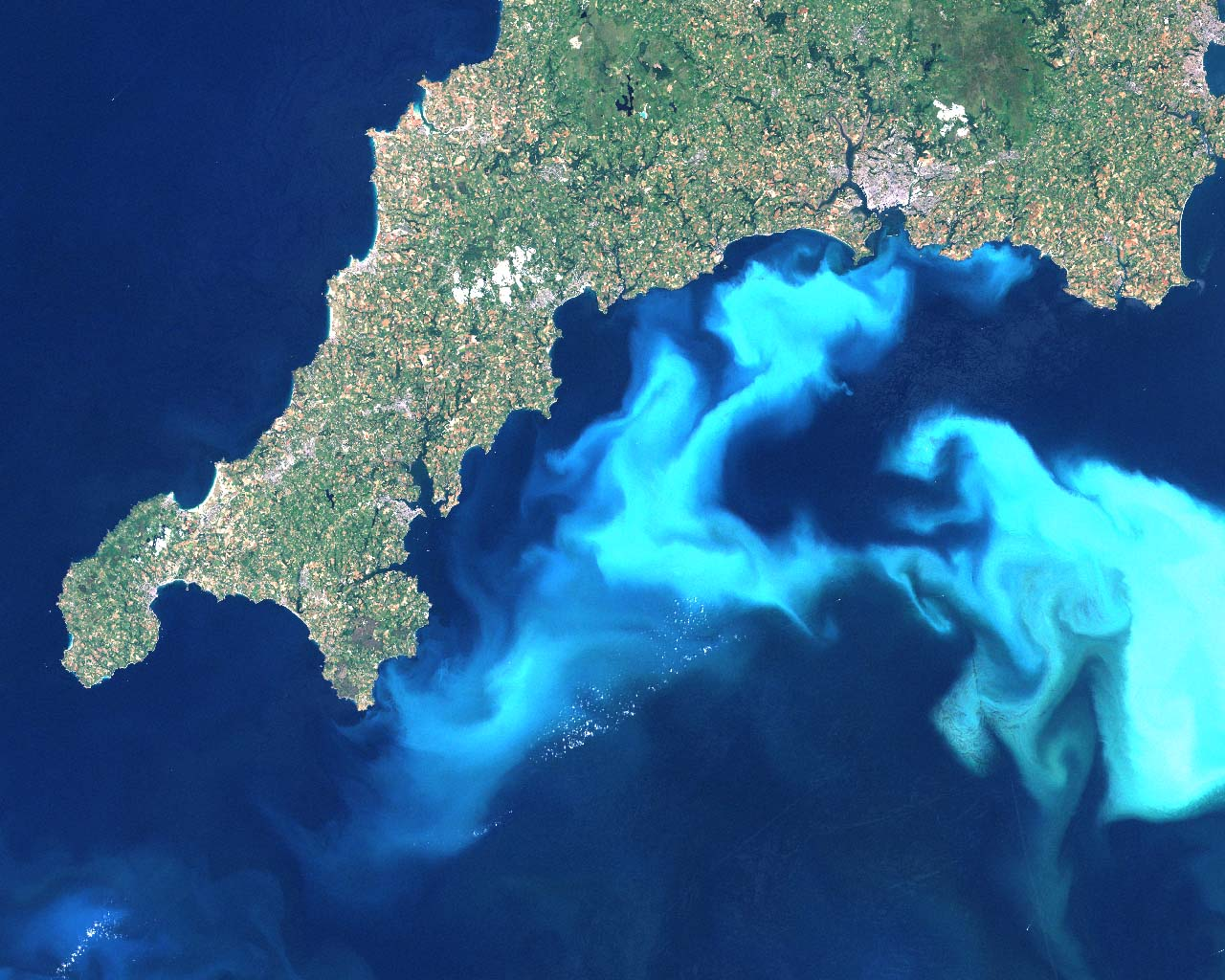
Imagen del 24 de julio de 1999 tomada por el Landsat de un afloramiento de Emiliania huxleyi en Cornualles, el cual da al mar un color cian o turquesa.

El nombre lo recibió en honor Thomas Huxley. En términos numéricos es la especie de cocolitóforo más abundante y extendida. Sus cocolitos son incoloros y transparentes, pero se forman de calcita que refracta la luz con mucha eficiencia en la columna de agua. Esto, y las grandes concentraciones producidas por la deposición de sus cocolitos hace que los afloramientos de este alga sean fácilmente visibles desde el espacio por su color cian. Las imágenes por satélite muestran que estos afloramientos pueden cubrir grandes áreas (posiblemente de más de 100 000 km², con mediciones complementarias desde buques que indican que esta especie es con mucho la dominante en el fitoplancton bajo estas condiciones. 
E. huxleyi ha inspirado la hipótesis Gaia, de James Lovelock, que afirma que todos los organismos vivientes son capaces de algún modo de autorregular sus propias condiciones físico-químicas y climáticas en un estado favorable a la vida. 